# 格洛克納山脈

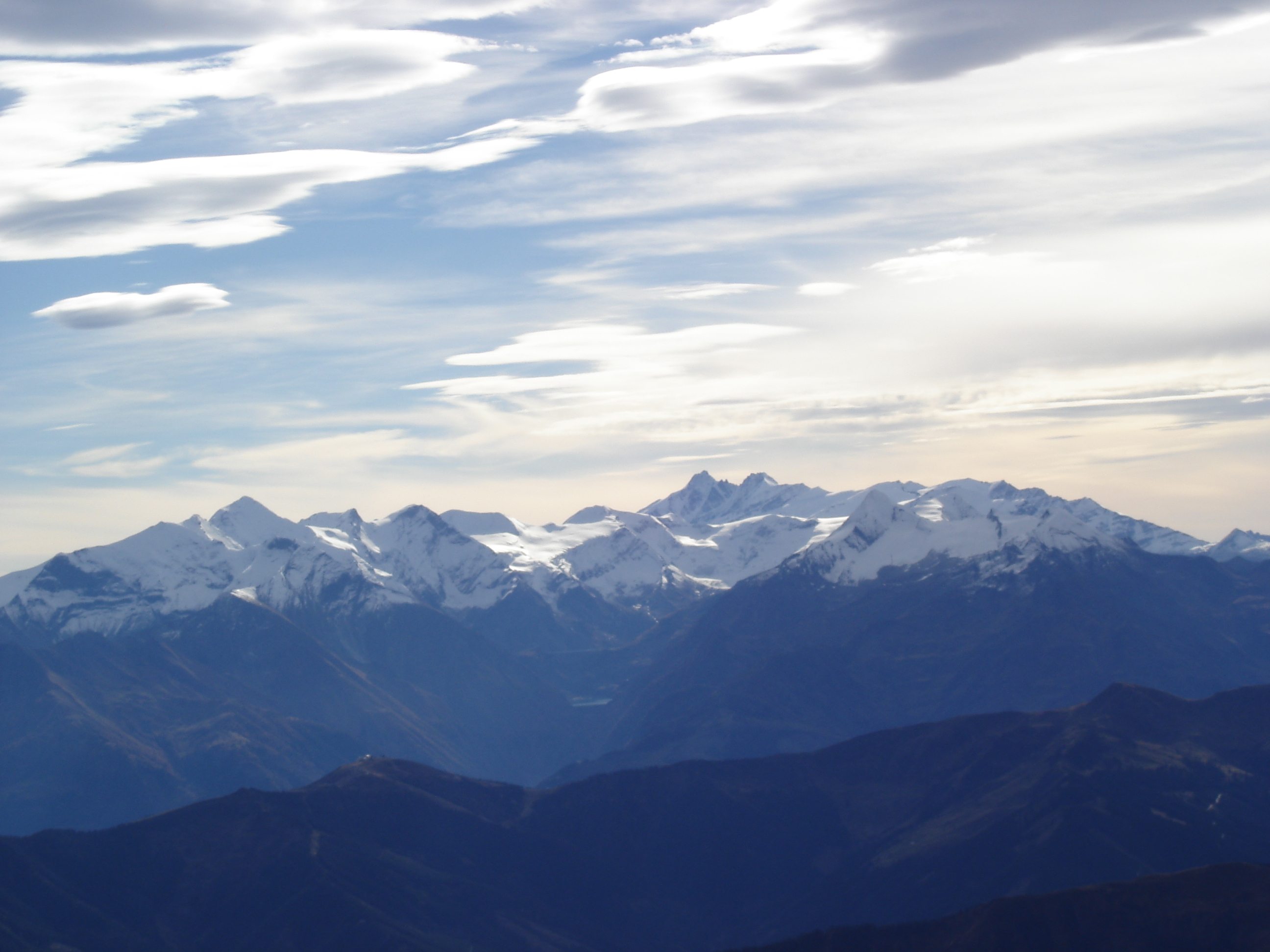

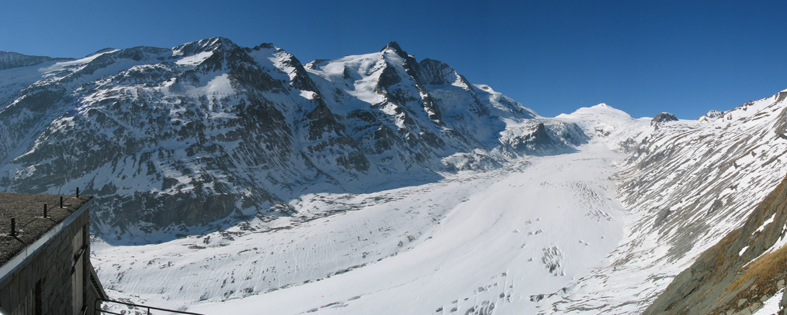

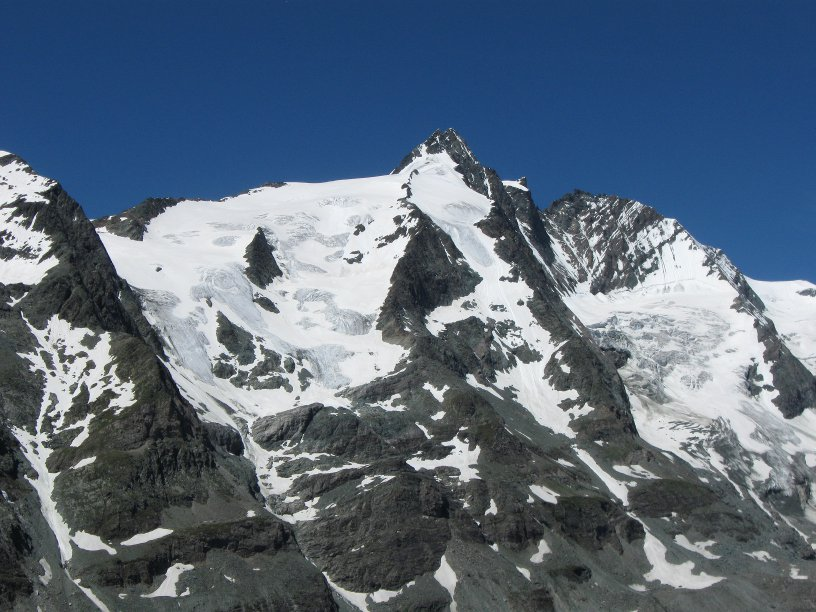

格洛克納山脈是奧地利的山脈，屬於中阿爾卑斯山脈的一部分，橫跨薩爾茨堡州、蒂羅爾州和克恩頓州，最高點海拔高度3,798米。